# Arvydas Novikovas
Arvydas Novikovas (Vilna, 18 de diciembre de 1990) es un futbolista internacional lituano que juega de centrocampista en el F. K. Riterai de la A Lyga.

## Carrera
Novikovas comenzó su carrera profesional su ciudad natal de Vilna, jugando primero en el equipo juvenil del FK Vilnius y posteriormente siendo prestado al FK Interas-AE Visaginas. A pesar del interés del SL Benfica por hacerse con sus servicios, decidió quedarse en el club.

### Escocia
En septiembre de 2008, Novikovas firmó por Heart of Midlothian de Escocia. Hizo su debut en el primer equipo en el último partido de la temporada 2008-09 de la Scottish Premiership frente al Celtic FC, entrando en sustitución de David Templeton en el minuto 51.
En la temporada 2009-10, Novikovas pronto ganaría la titularidad con el primer equipo, firmando un contrato de tres años que le mantendría vinculado al club hasta 2013. Su primer gol en liga tendría lugar el 11 de diciembre de 2010, en la victoria del Hearts sobre el Aberdeen FC por 5 a 0 en el Tynecastle Park. El último día del mercado de invierno de la temporada 2010-11, se marcharía en condición de cedido al St Johnstone FC de la Premier League de Escocia. Novikovas hizo su debut con el St Johnstone en su victoria por 2-0 sobre Hamilton el 1 de febrero del mismo año. En total, hizo seis apariciones para el equipo oriundo de Perth. Su debut en la UEFA Europa League con el Hearts tendría lugar en agosto de 2011, disputando los 90 minutos del partido de vuelta de la cuarta ronda previa contra el Tottenham Hotspur, que finalizaría en empate y por consiguiente en la eliminación de los Hearts de la Liga Europa de la UEFA 2011-12.

### Alemania
El 31 de mayo de 2013, Novikovas abandonaría el club escocés y ficharía por el FC Erzgebirge Aue el 22 de junio del mismo año, firmando un contrato de tres años con el equipo alemán de la 2. Bundesliga. En su primer partido de liga con su nuevo equipo, Novikovas terminaría amonestado con dos tarjetas amarillas, siendo expulsado del encuentro. El 24 de julio de 2015 el VfL Bochum anunció la contratación de Arvydas Novikovas por dos años, llegando gratis del FC Erzgebirge Aue. Novikovas jugó 20 partidos para el Bochum, proporcionando solo 1 asistencia en su estadía allí. El 12 de enero de 2017 se haría oficial la salida de Novikovas de forma gratuita al Jagiellonia Białystok de la Ekstraklasa de Polonia.

### Polonia
Novikovas se unió al Jagiellonia Białystok hasta el 31 de diciembre de 2019, recibiendo el dorsal número 9 y proclamándose titular indiscutible del primer equipo. Durante sus 2 temporadas con el Jagiellonia, Novikovas ayudó activamente al equipo a concluir la campaña en segunda posición dos veces consecutivas, anotando 16 goles y otorgando 12 asistencias en los 58 partidos que disputó. Sus buenos números atraerían la atención de otro grande del fútbol polaco, el Legia de Varsovia, que ficharía al centrocampista lituano en el mercado de verano de la temporada 2019-20.

## Selección nacional
Novikovas ya fue internacional con Lituania desde los 16 años, aunque su primera convocatoria con la selección absoluta no se produciría hasta mayo de 2009, en un encuentro de la clasificación para la Copa Mundial de Fútbol de 2010 frente a la selección de fútbol de Rumania. Su primer tanto tendría lugar el 9 de septiembre del mismo año, en el empate a 1 entre las selecciones sub-21 de Macedonia del Norte y Lituania, dentro del grupo 9 de la clasificación para la Eurocopa Sub-21 de 2011. El 25 de mayo de 2010 sería titular por primera vez con la selección, disputando un encuentro en Járkov frente a la selección de Ucrania.

## Clubes
| Club                      | País     | Año       |
| ------------------------- | -------- | --------- |
| Interas-AE Visaginas      | Lituania | 2007      |
| F. K. Vilinius            | Lituania | 2008      |
| Heart of Midlothian F. C. | Escocia  | 2008-2010 |
| St. Johnstone F. C.       | Escocia  | 2010      |
| Heart of Midlothian F. C. | Escocia  | 2010-2013 |
| F. C. Erzgebirge Aue      | Alemania | 2013-2015 |
| VfL Bochum                | Alemania | 2015-2017 |
| Jagiellonia Białystok     | Polonia  | 2017-2019 |
| Legia de Varsovia         | Polonia  | 2019-2020 |
| BB Erzurumspor            | Turquía  | 2020-2022 |
| Samsunspor                | Turquía  | 2022-2023 |
| Hapoel Haifa F. C.        | Israel   | 2023      |
| F. K. Žalgiris            | Lituania | 2023-2024 |
| Tuzlaspor                 | Turquía  | 2024      |
| F. K. Transinvest         | Lituania | 2024      |
| Baltijos FA               | Lituania | 2025      |
| F. K. Riterai             | Lituania | 2025-     |

## Palmarés

### Títulos nacionales
| Título          | Club                      | País    | Año     |
| --------------- | ------------------------- | ------- | ------- |
| Copa de Escocia | Heart of Midlothian F. C. | Escocia | 2011-12 |
| Ekstraklasa     | Legia de Varsovia         | Polonia | 2019-20 |